# ياسمين سيلبرج
ياسمين سيلبرج (ولدت في 11 أغسطس 1999) هي عارضة أزياء وملكة جمال إستونية ألمانية تم تتويجها ملكة جمال الدولية 2022.

## النشأة والتعليم
ولدت ياسمين سيلبرغ في تالين ، إستونيا. انتقلت عائلتها من إستونيا إلى ألمانيا عندما كان عمرها عامًا واحدًا. دخلت جامعة الرور في بوخوم في بوخوم للحصول على درجة البكالوريوس في التاريخ والفلسفة.

## روابط خارجية
- www.miss-international.org
- ياسمين سيلبرج على إنستغرام